# Péribée (Océanide)
Pour les articles homonymes, voir Péribée.
Péribée ou Périboée (en grec ancien Περίβοια) est, dans la mythologie grecque archaïque, une Océanide, fille d'Océan et de Téthys.
Elle épouse le Titan Lélantos dont elle a une fille, Aura (la Brise et l'Air frais du matin).

## Famille

### Ascendance
Ses parents sont les titans Océan et Téthys. Elle est l'une de leur multiples filles, les Océanides, généralement au nombre de trois mille, et a pour frères les Dieux-fleuve, eux aussi au nombre de trois mille. Ouranos (le Flot) et Gaïa (la Terre) sont ses grands-parents tant paternels que maternels.

### Descendance
Elle épouse le Titan Lélantos et de leur union nait une fille, la déesse Aura (personnification de la Brise et de l'Air frais du matin).

## Source
- Nonnos de Panopolis, Dionysiaques [détail des éditions] [lire en ligne] (XLVIII, 264 et 442).